# A-Train

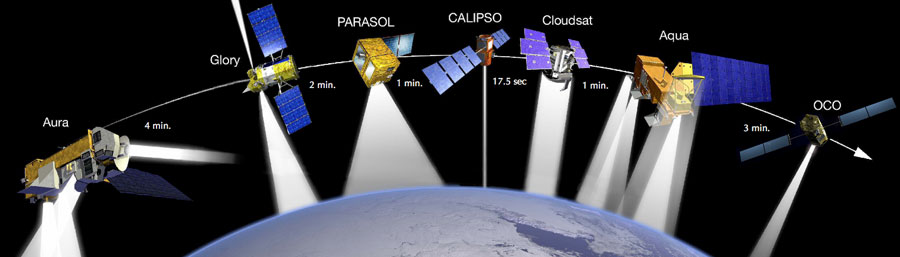
Konstelacja A-Train w 2009 roku

A-Train (dosł. „pociąg A”) – konstelacja satelitów meteorologicznych i środowiskowych, które lecą kolejno jeden za drugim i prowadzą skoordynowane prawie jednoczesne obserwacje tych samych obszarów na powierzchni Ziemi za pomocą różnorodnych instrumentów naukowych. Ich obserwacje pozwalają uzyskać kompleksowy obraz pogody i klimatu na Ziemi.
W skład A-Train wchodziły początkowo (rok 2006) CloudSat, Aqua, CALIPSO, PARASOL i Aura. W 2009 do konstelacji miał dołączyć amerykański satelita Orbiting Carbon Observatory (OCO), lecz start nie powiódł się i uległ on zniszczeniu (miał wyprzedzać Aqua o 15 minut). Również klęską zakończył się start satelity Glory 4 marca 2011 (którego zamierzano umieścić pomiędzy satelitami Aura i Cloudsat). 16 listopada 2011 orbita PARASOL-a została obniżona o 9,5 km, jednak nadal prowadził on swoją nominalną misję obserwacji chmur i aerozoli. Ostatecznie opuścił konstelację w grudniu 2013, kiedy to został wyłączony. W 2012 do A-Train dołączył Shizuku, a w 2014 OCO-2.
Satelity Cloudsat, Aqua, CALIPSO, Aura i OCO-2 należą do NASA, PARASOL do francuskiej organizacji rządowej CNES, zaś Shizuku do japońskiej agencji JAXA.
Satelity znajdują się na niskiej heliosynchronicznej orbicie okołobiegunowej o inklinacji 98° i poruszają się od jednego bieguna do drugiego na wysokości 705 km, podczas gdy Ziemia obraca się wokół swojej osi. Obecnie pierwszy w formacji leci Shizuku. Cztery minuty po nim przelatuje Aqua, 2,5 minuty później CALIPSO, a po dalszych 15 sekundach Cloudsat. Formację zamyka Aura, podążający osiem minut za Cloudsatem. Pozostanie w konstelacji wymaga nieustannego i precyzyjnego korygowania orbity. Formacja A-Train ma charakter otwarty i zawsze jest w stanie przyjąć nowych członków.
Instrumenty na satelicie Cloudsat (radar) i CALIPSO (lidar) są przykładem aktywnej teledetekcji, czyli takiej, w której fale elektromagnetyczne są wysyłane przez instrument i odbierane przez detektor na pokładzie satelity. Do tej pory aktywne metody teledetekcyjne w meteorologii satelitarnej były stosunkowo rzadkie.
Aqua jest satelitą z sześcioma różnymi instrumentami pomiarowymi na pokładzie, m.in. instrument MODIS, który robi obrazy powierzchni Ziemi w różnych długościach fal oraz CERES – instrument do pomiaru bilansu energetycznego Ziemi. PARASOL mierzył własności chmur w świetle spolaryzowanym, podczas gdy Aura wykonuje pomiary własności chemicznych atmosfery. Głównym zadaniem Shizuku jest obserwacja zmian w globalnym obiegu wody.